# Bakkersrei

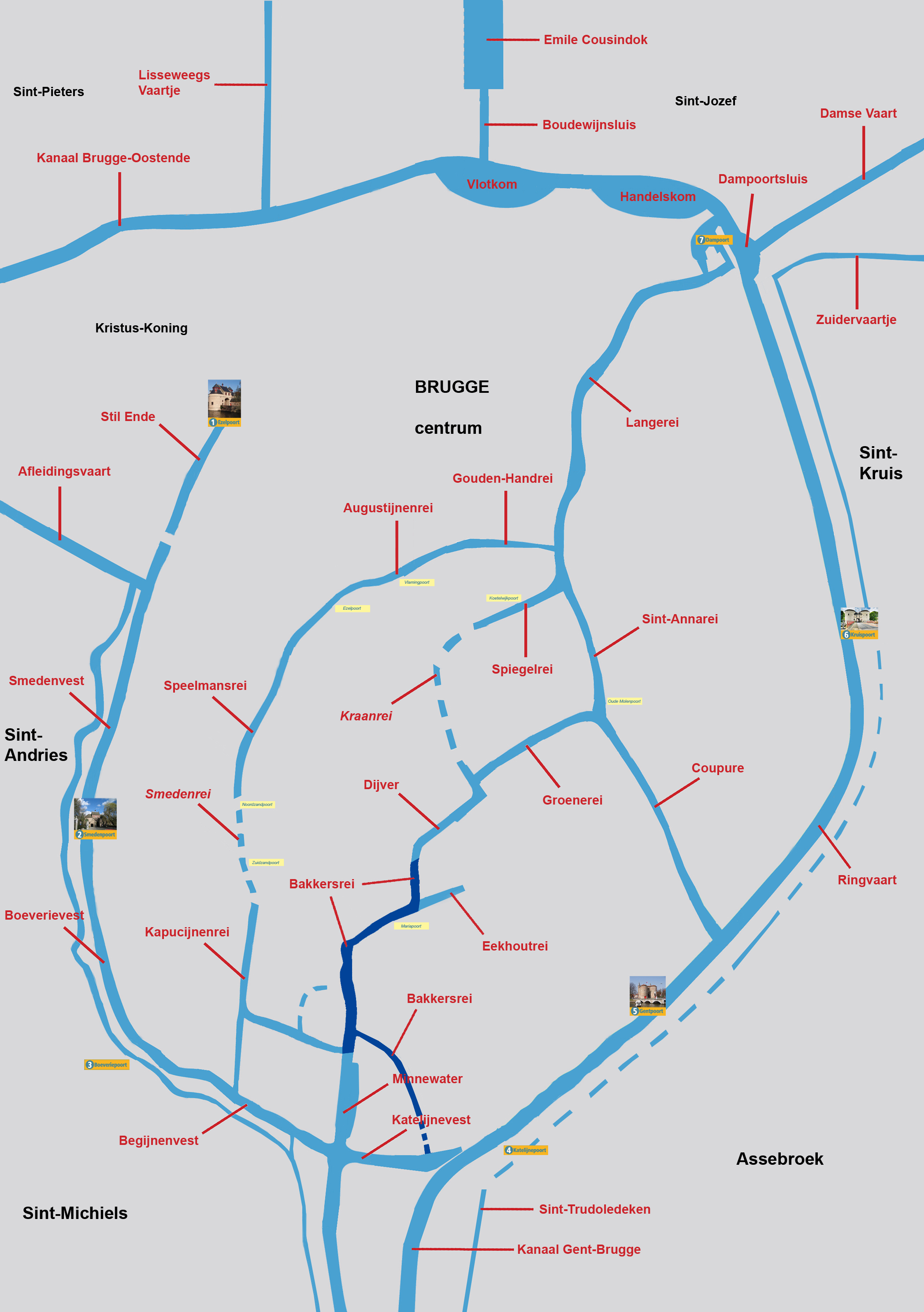
Situering van de Bakkersrei (donkerblauw)

De Bakkersrei is een waterloop in het centrum van Brugge. De rei, die door het zuiden van de binnenstad in noordelijke richting loopt, is in feite tweeledig. Het belangrijkste deel van de Bakkersrei maakt deel uit van de loop van de oorspronkelijke rivier de Reie. Dit deel begint aan het Sashuis ten noorden van het Minnewater, waaruit ze voortloopt, en eindigt aan de Gruuthusebrug, waar ze verder loopt als Dijver. Een tweede deel begint als oostelijke vertakking aan de Katelijnevest en stroomt ter hoogte van het Wijngaardplein samen met het voornoemde deel van de Bakkersrei.
De officiële naam Bakkersrei voor deze volledige, hierboven beschreven waterloop is echter nog maar relatief recent in gebruik. Historisch gezien is deze benaming voor het grootste stuk van deze rei nergens op gesteund. In oudere standaardwerken over Brugge (Gilliodts-van Severen, Duclos) wordt de Bakkersrei niet vermeld. In zijn artikel De oude hydrografie van de Stad Brugge (Handelingen Genootschap voor Geschiedenis, 1949, blz. 17) zegt historicus Jos De Smet: "Het Bakkersreitje, dat loopt van de Katelijnevest naar de Wijngaardplaats,...". Hiermee wordt dus slechts de hierboven vernoemde oostelijke vertakking bedoeld.
De volledige waterloop tussen het Sashuis en de Gruuthusebrug had vroeger geen specifieke naam, behalve dan Reie.
In tegenstelling tot bij de meeste andere reien loopt bij de Bakkersrei nergens een (gelijknamige) straat op de oever. Bruggen die het hoofdgedeelte van de Bakkersrei overspannen, zijn de Sashuisbrug, de Begijnhofbrug (Wijngaardbrug), de Walbrug, de Mariabrug, de Bonifaciusbrug en de Gruuthusebrug. De oostelijke vertakking wordt overspannen door de Colettijnebrug, de Fonteinbrug en de Wijngaardpleinbrug. 
De Bakkersrei loopt langs verschillende bezienswaardigheden en monumenten. Zo passeert ze het Begijnhof Ten Wijngaerde, het Oud Sint-Janshospitaal, de Onze-Lieve-Vrouwekerk en het Gruuthusemuseum.

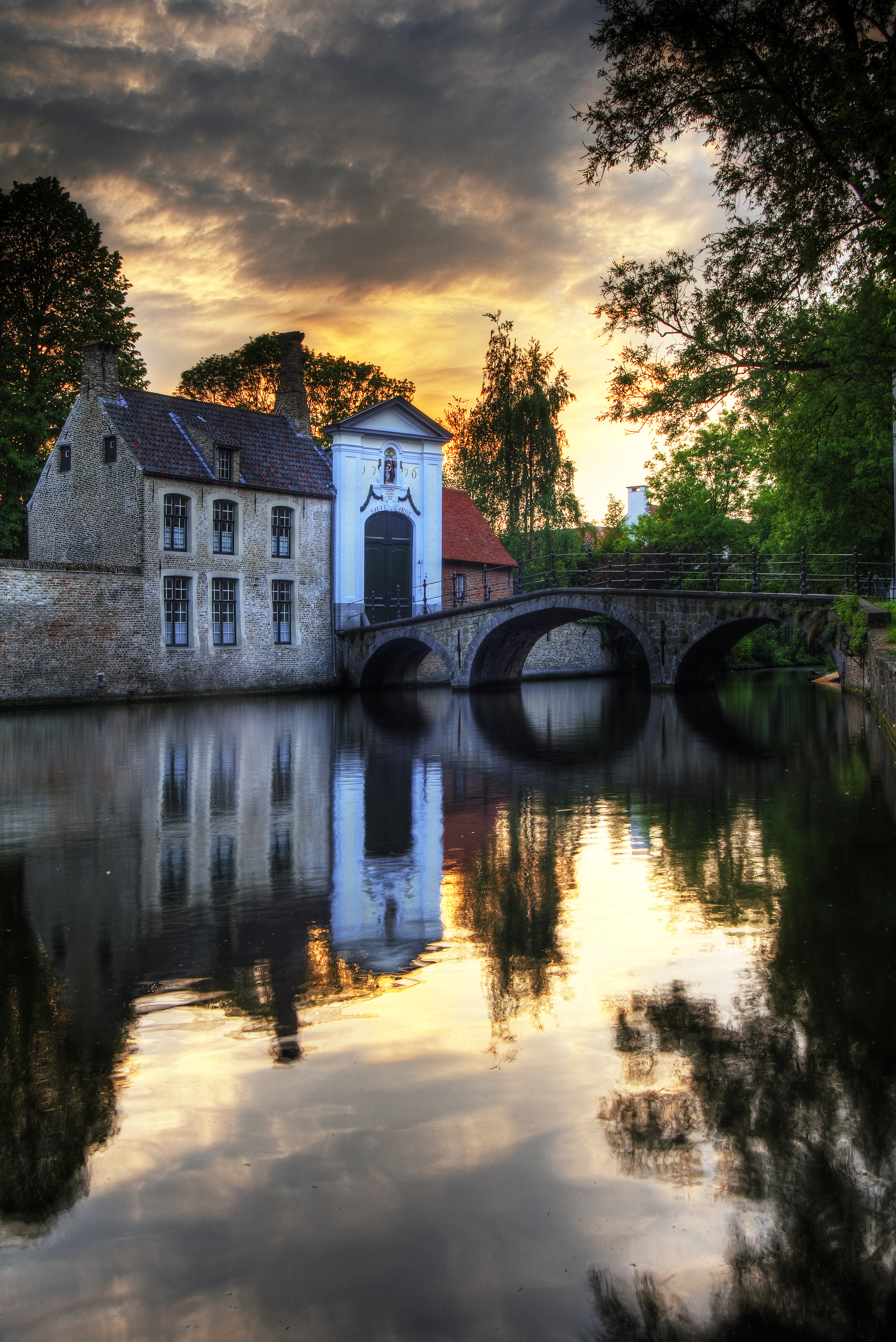
De Bakkersrei ter hoogte van het begijnhof met de Wijngaardbrug
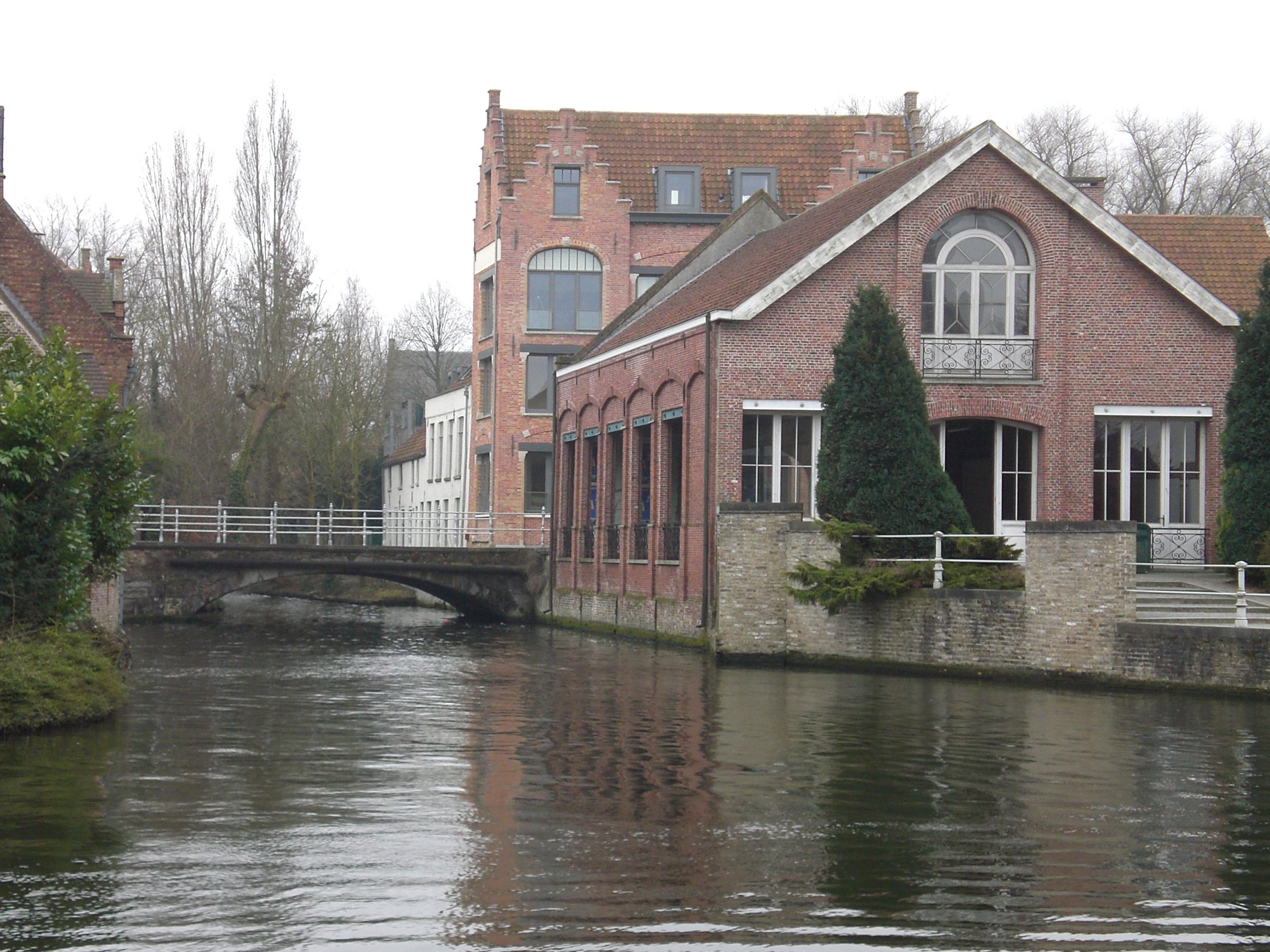
De Walbrug nabij het 19e-eeuwse gedeelte van het Oud Sint-Janshospitaal
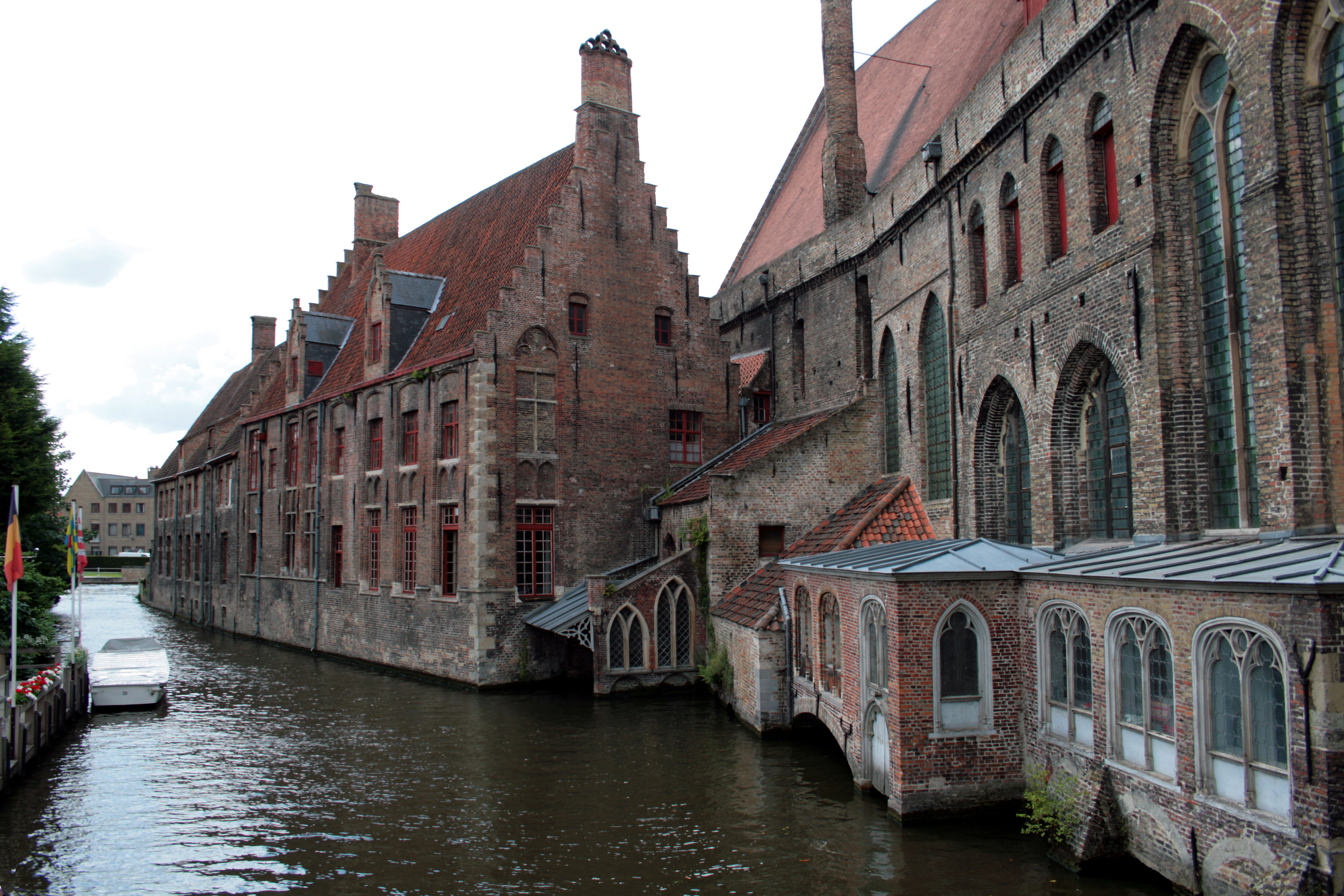
De Bakkersrei nabij het middeleeuwse gedeelte van het Oud Sint-Janshospitaal
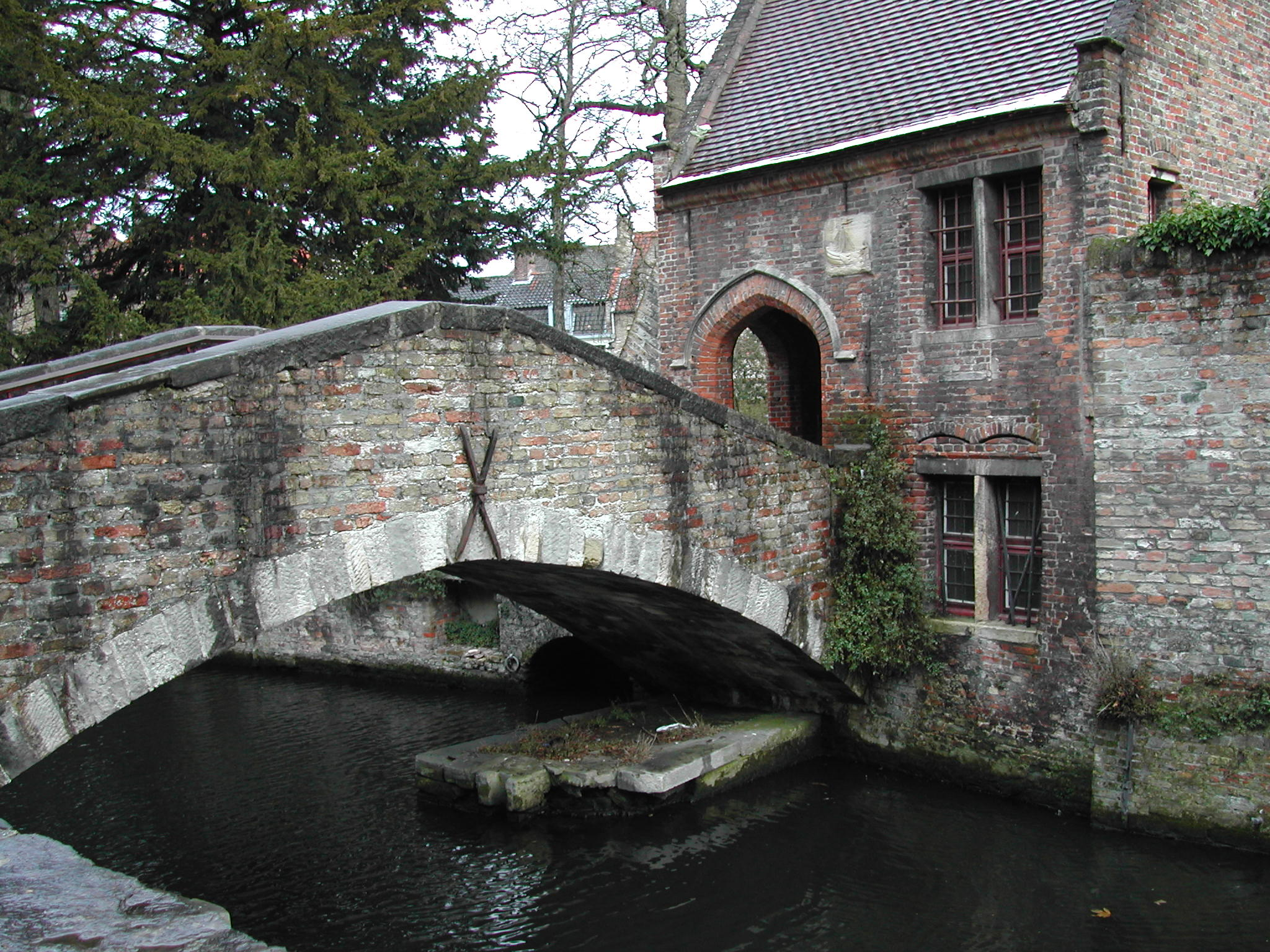
De Bonifaciusbrug
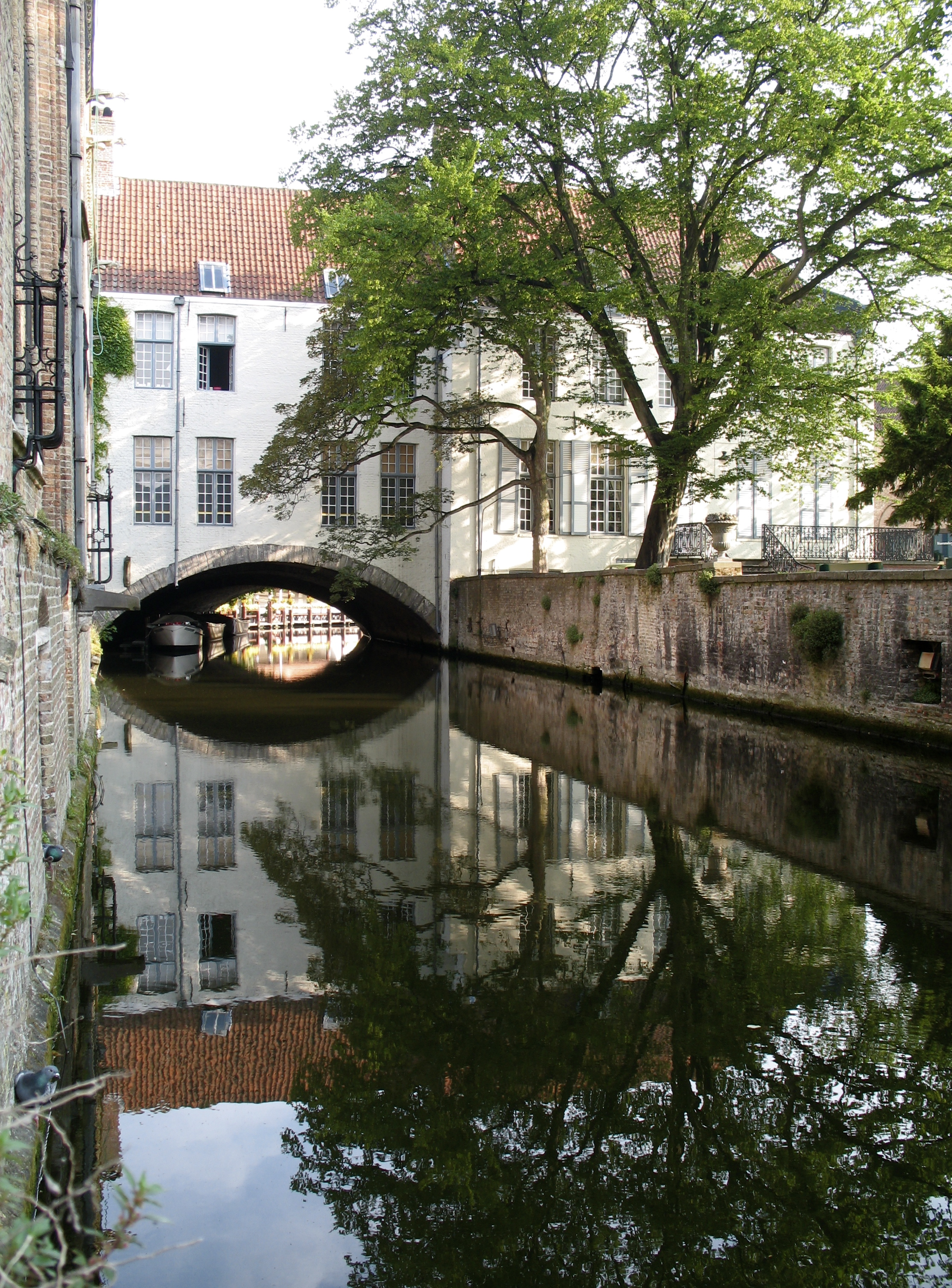
De Gruuthusebrug
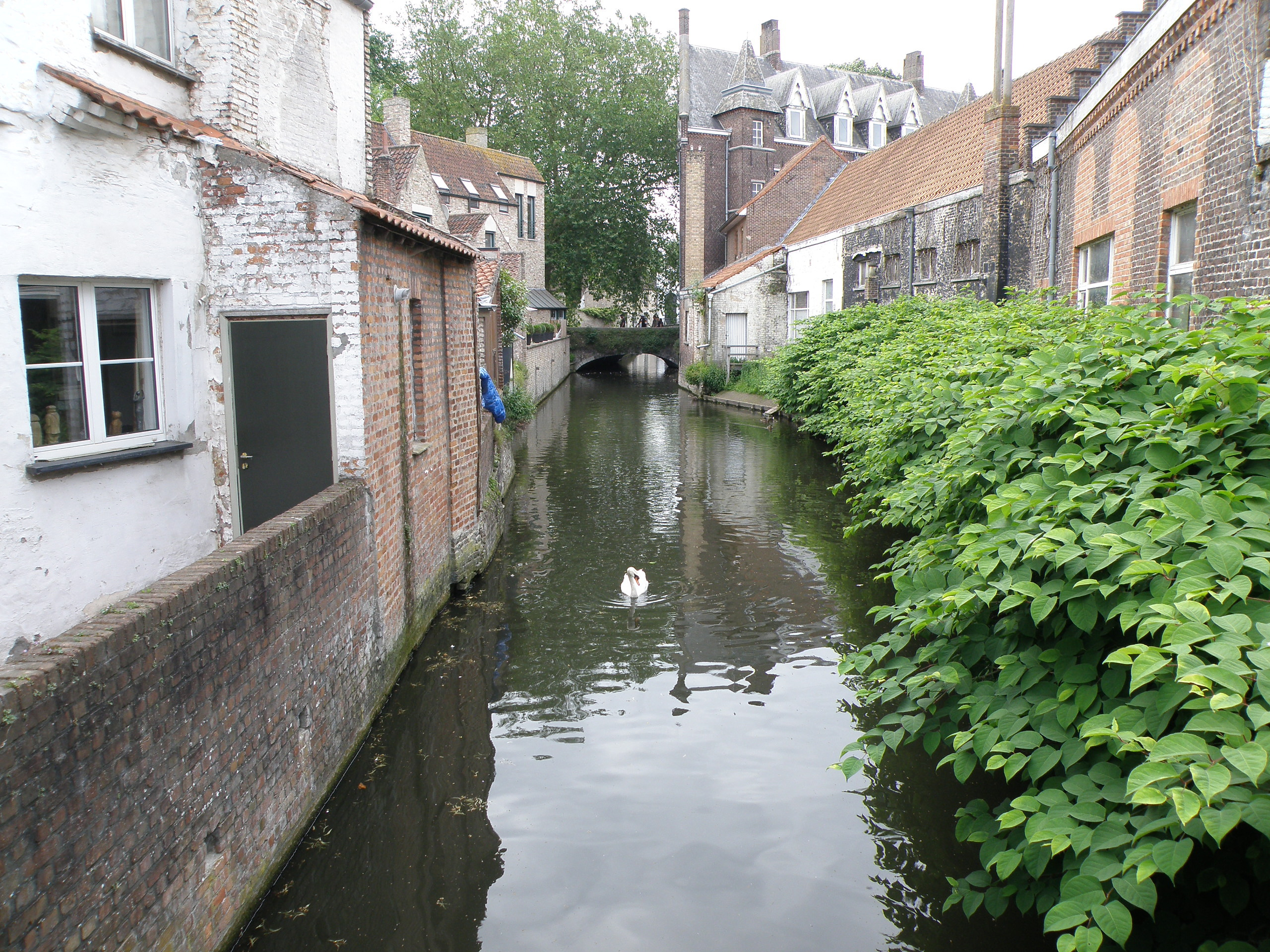
De Bakkersrei tussen Begijnhof en Katelijnevest met achteraan de Wijngaardpleinbrug

Reien en andere:
Augustijnenrei ·
Bakkersrei ·
Coupure ·
Dijver ·
Eekhoutrei (Groeningerei) ·
Gouden-Handrei ·
Groenerei ·
Kapucijnenrei ·
Kraanrei ·
Langerei ·
Minnewater ·
Sint-Annarei ·
Smedenrei ·
Speelmansrei ·
Spiegelrei
Vestingsgrachten:
Stil Ende ·
Smedenvest ·
Boeverievest ·
Begijnenvest ·
Katelijnevest

Ringvaart: 
Gentpoortvest ·
Boninvest ·
Kazernevest ·
Kruisvest ·
Handelskom ·
Vlotkom